# Melinda tsukamotoi
Melinda tsukamotoi är en tvåvingeart som beskrevs av Tadao Kano 1962. Melinda tsukamotoi ingår i släktet Melinda och familjen spyflugor. Inga underarter finns listade i Catalogue of Life.